# Effet de primauté
L’effet de primauté est un biais cognitif rendant plus vivace le souvenir d'éléments obtenus lors d'une première impression par rapport aux éléments suivants.  Il a été mis en évidence par le psychologue Solomon Asch au milieu des années 1940.
Il ne s'agit pas d'un biais de choix mais de mémoire car il affecte directement la capacité à se remémorer le souvenir en favorisant la première impression. Le cerveau accorde donc une plus grande importance aux premières informations reçues, qu'aux suivantes.
Un exemple concret est la mémorisation d'une longue liste de mots, le sujet aura plus de peine à se souvenir des mots du milieu que de ceux du début. 
L'effet de primauté est associé à l'effet de récence. En 1962, Bennet Bronson Murdock avance que l'effet de primauté fonctionnerait grâce à la mémoire à long terme (MLT) alors que l'effet de récence serait actif seulement en mémoire à court terme (MCT). Ces résultats sont confirmés par L. Postman & L.W. Phillips (1965) et M. Glanzer  & A.R. Cunitz  (1966). Après avoir présenté une même liste de mots à deux groupes de participants, il leur est demandé de librement rappeler les mots dans l'ordre de leur choix. Les observateurs s’aperçoivent que les items comptant le plus de rappels sont ceux présents en début et fin de liste. Ils remarquent aussi que lorsqu'un groupe énonce les mots immédiatement après la présentation, il se souvient majoritairement de ceux présents en fin de liste (effet de récence), tandis qu'un groupe restituant les mots après un délai de 30 secondes aura tendance à se remémorer ceux du début de la liste (effet de primauté),. 